# Äspsätter
Äspsätter este o arie protejată (arie specială de conservare — SAC, sit de importanță comunitară — SCI) din Suedia întinsă pe o suprafață de 0,04 ha, integral pe uscat.

## Localizare
Centrul sitului Äspsätter este situat la coordonatele 59°15′06″N 14°55′32″E / 59.2516°N 14.9256°E.

## Înființare
Situl Äspsätter a fost declarat sit de importanță comunitară în iunie 2001 pentru a proteja 1 specie de animale. Situl a fost protejat și ca arie specială de conservare în martie 2011.

## Biodiversitate
Situată în ecoregiunea boreală, aria protejată nu include niciun habitat protejat.
La baza desemnării sitului se află o specie protejată de  amfibieni: triton cu creastă (Triturus cristatus).